# 조중훈 (1920년)
조중훈(趙重勳, 1920년 3월 30일(음력 2월 11일)~2002년 11월 17일)은 대한민국의 기업인, 정치인이다. 본관은 양주(楊州), 아호(雅號)는 정석(靜石)이다.

## 생애
1920년 경기도 경성부 미근정에서 조명희와 태천즙 사이의 4남 4녀 중 차남으로 태어났다. 8대조는 노론 4대 관료인 조태채 우의정이다. 휘문고보를 중퇴하고 국비 교육기관이었던 경상남도 진해의 해원양성소(현 한국해양대학교 해사대학)에 진학했다. 2년 만에 해원양성소 기관과를 우등으로 졸업했다. 20세 때 일본에 건너가 2등기관사 자격증을 취득했고, 일본 화물선을 타기도 했다. 1942년 일본에서 돌아와 서울 종로구 효제동에 목탄차 엔진을 수리하는 이연(理硏)공업사를 차렸다. 마모된 트럭엔진을 수리하는 회사였다.
1945년 11월 이연공업사를 정리할 때 받은 보상금과 그동안 저축한 돈을 모아 인천시 해안동에서 '한진상사'를 창업했다. 당시는 트럭 한대 뿐이었다. 창업 2년 만에 화물자동차 10대를 보유하게 됐다. 1947년에는 교통부로부터 경기도 일원에 대한 화물자동차 운송사업 면허를 정식으로 받았다. 창업 5년째 되던 해에는 종업원 40명, 트럭 30대, 화물운반선 10척을 보유한 운송전문회사로 성장했다. 1957년 처음으로 미군과 7만달러짜리 수송계약을 체결했고, 이후 연평균 300%씩 급성장했다. 한진상사는 미군 운송권을 독점하다시피 했고, 1960년 한해 계약고만 220만 달러, 용차를 포함한 가용차량이 500대에 이르는 기업으로 성장했다. 1961년 8월 주한미군 통근버스 20대를 매입해 서울-인천 구간에서 한국 최초의 '좌석버스' 사업을 시작했다. 이것이 한진고속의 시초이다.
1969년 박정희 대통령의 지시로 적자인 대한국민항공을 인수하여 대한항공으로 사명을 바꾸고 운영을 시작하였다.
1977년 5월에는 대진해운을 해체하고 컨테이너 전용 해운사인 한진해운을 설립했다. 1988 서울올림픽 유치에 앞장섰다. 한국항공대학교, 인하공대 등을 인수해 정석학원을 설립했다. 대한항공이 성공적으로 A300 여객기를 도입, 운용하면서 에어버스는 그 이후부터 유럽 외 지역의 판매로를 열었다. 그 공로로 대한항공의 조중훈 당시 회장은 1990년 프랑스 정부로부터 레지옹 도뇌르 훈장 중 2등급인 그랑도피시에를 받았다. 이는 레지옹 도뇌르 훈장 중 사실상 가장 높은 훈장으로, 가장 높은 훈장인 그랑크루아 등급은 프랑스 대통령에게만 수여된다.
1999년 4월 22일 대한항공 대표이사 회장 자리에서 물러났고, 장남 조양호를 그룹 회장에 낙점했다. 2002년 11월 17일 인하대 부속병원에서 82세 일기로 타계했다. 묘소는 경기도 용인시 기흥구 영덕동에 있다.

## 경력
- 1920년 3월 30일 경기도 인천시 항동 4가 3에서 탄생
- 1945년 11월 한진상사 설립
- 1961년 1월 한국공항 창립
- 1961년 6월 한진관광 설립
- 1967년 6월 대진해운 대표이사
- 1967년 9월 동양화재해상보험 이사회장
- 1968년 2월 한국공항주식회사 대표이사
- 1968년 8월 인하학원 이사장
- 1969년 3월 대한항공 인수, 대표이사
- 1972년 통일주체국민회의 대의원
- 1999년 4월 22일 대한항공 대표이사 회장직 사임
- 2002년 11월 17일 인하대 부속병원에서 타계

## 서훈 내역
- 레지옹 도뇌르 그랑 오피시에

## 가족 관계
- 아버지 : 조명희(趙命熙, 1895년 - 1971년)
- 어머니 : 태천즙(太天楫, 1895년 - 1971년)
  - 형 : 조중렬(趙重烈, 1915년 6월 14일 - 1999년 4월 19일)
  - 형수 : 최학희(崔鶴熙, 1925년 6월 18일 - )
  - 부인 : 김정일 (1923년 9월 8일 - 2016년 12월 15일)
    - 장녀 :  조현숙 (1944년 1월 - )
    - 장남 : 조양호 (1949년 3월 8일 - 2019년 4월 8일)
    - 며느리 : 이명희 (1950년 2월 5일 - ), 이재철 (李在澈, 1923년 1월 9일 - 1999년 12월 17일[5]) 전 교통부차관, 인하대 총장의 딸
      - 손녀 : 조현아 (1974년 10월 5일 - )
      - 손자 : 조원태 (1976년 1월 25일 - )
      - 손녀 : 에밀리 리 조 (1983년 8월 31일 - )

    - 차남 : 조남호 (1951년 2월 12일 - )
    - 3남 : 조수호 (1954년 6월 21일 - 2006년 11월 26일)
    - 며느리 : 최은영 (1962년 5월 3일 - ) - 신격호(롯데그룹 회장)의 여동생 신정숙(동화면세점 사장)의 딸. 현 유수홀딩스 대표이사.
    - 4남 : 조정호 (1958년 10월 5일 - )

  - 동생 : 조정옥 (1922년 - )
  - 매제 : 전윤진 (1916년 - )
  - 동생 : 조정원 (1924년 - )
  - 매제 : 박두진 (1926년 - )
  - 동생 : 조도원 (1928년 - 2007년 9월 5일)
  - 매제 : 박태원 (朴泰源, 1926년 - 2014년 5월 14일), 전 한국과학기술원 이사장, 전 인하대 총장
  - 동생 : 조경숙 (1929년 - )
  - 매제 : 박소희
  - 동생 : 조중건(趙重建, 1932년 12월 29일 - ), 화암재단 이사장
  - 제수 : 이영학(李英鶴, (1937년 3월 29일 - ), 이상실 (李相實, 1903년 - 1957년 3월 30일[6]) 전 상공은행장의 딸
  - 동생 : 조중식 (趙重植, 1935년 2월 28일 - ), 전 한진건설 사장
  - 제수 : 김복수 (金福洙, (1937년 1월 11일 - ), 김성덕 전 교육자의 딸

## 역대 선거 결과
|  | 27.2% |

|  | 26.3% |

|  | 21.1% |